# Собор Святого Станислава (Вильнюс)
Архикафедра́льный собо́р базилика Свято́го Станисла́ва и Свято́го Владисла́ва в Вильнюсе — римско-католический кафедральный собор Вильнюсской архиепархии-митрополии, ему присвоен почётный статус малой базилики. Располагается в историческом центре Вильнюса у подножия Замковой горы. Рядом находится башня-колокольня. Строение в нынешнем виде являет пример архитектуры классицизма.
Храм включён в Реестр культурных ценностей Литовской Республики (уникальный код объекта 283), охраняются государством как памятник национального значения.

## История

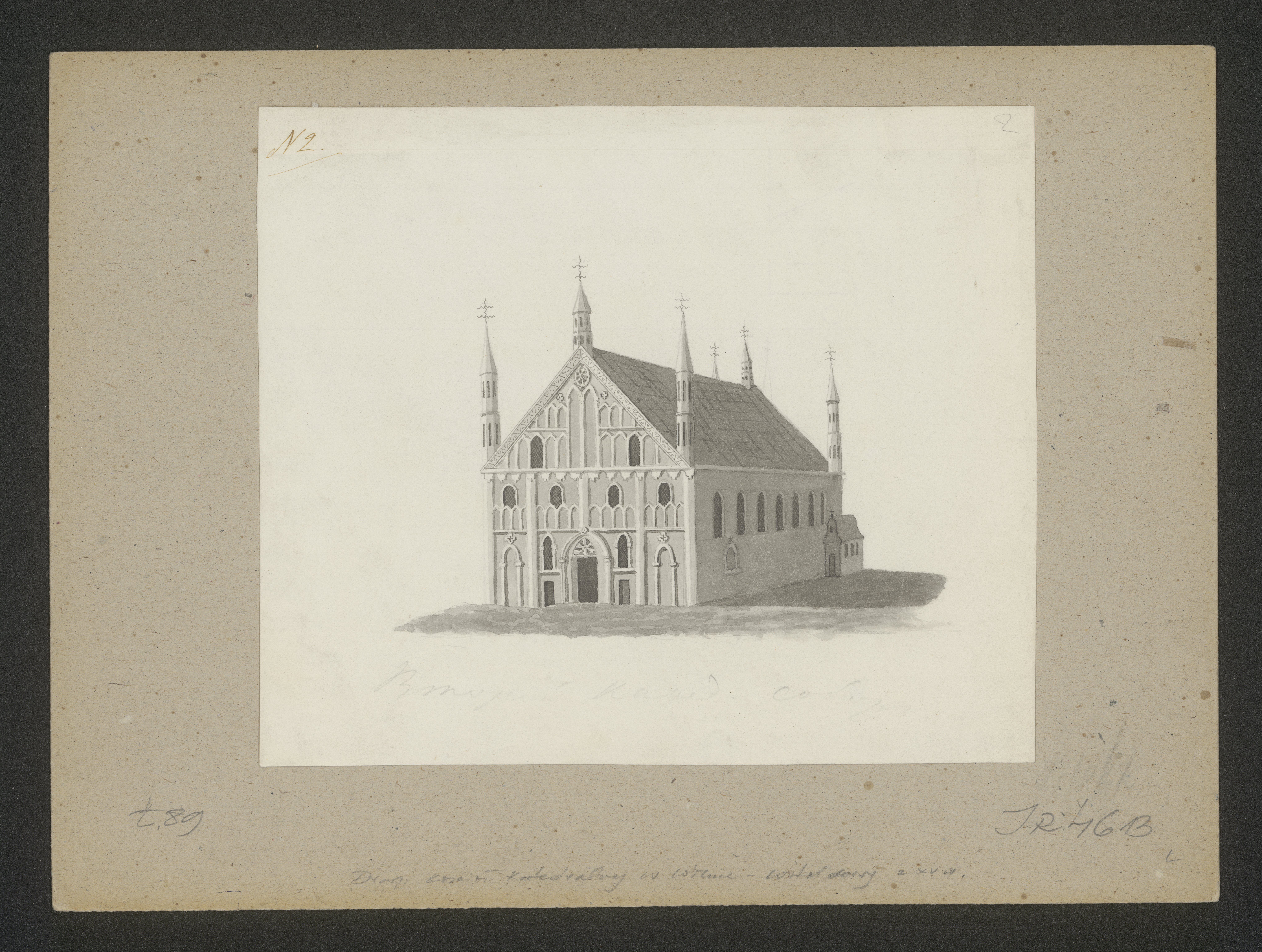
Собор в XVI веке

Христианский храм был сооружён на месте языческого святилища в XV веке. Предполагается также, что храм был основан великим князем литовским Миндовгом (королём литовским с 1223 года), после его крещения (1251). С возвращением Миндовга в язычество после 1261 года собор был разрушен, из остатков было вновь сооружено языческое капище.
С крещением Литвы в 1387 году король польский и великий князь литовский Ягайло, прибыв с большой свитой из Кракова в Вильну, разрушил языческий храм и заложил на его остатках христианский храм Святого Станислава.
Храм неоднократно страдал от пожаров (1399, 1419, 1530, 1539, 1542 и позднее). Собор отстраивался и расширялся при поддержке великого князя литовского Витовта. В часовне Святого Михаила Архангела, выстроенной при новом храме в готическом стиле, были похоронены жена Витовта Анна Святославовна (1418) и Витовт (1430).
При соборе сооружались часовни (капеллы) Монтвидовская (1423), Гастольдовская (1436), Кезгайловская (1436), Королевская (1474) и другие. При перестройке в 1522 году под руководством итальянского архитектора Аннуса (Annus) на соседней башне Нижнего замка была сооружена колокольня.
В 1529 году настоятелем собора стал Ян Домановский, который после пожара 1530 года занялся его реставрацией. С 1534 года восстановительные работы проводили итальянцы — сначала Бернардо Дзаноби да Джаноттис (Bernardo Zanobi da Gianotti), затем Джованни Чини из Сиены (Giovani Cini di Siena). С завершением щедро оплачиваемых Сигизмундом Августом работ (1557) собор приобрёл черты архитектуры ренессанса.

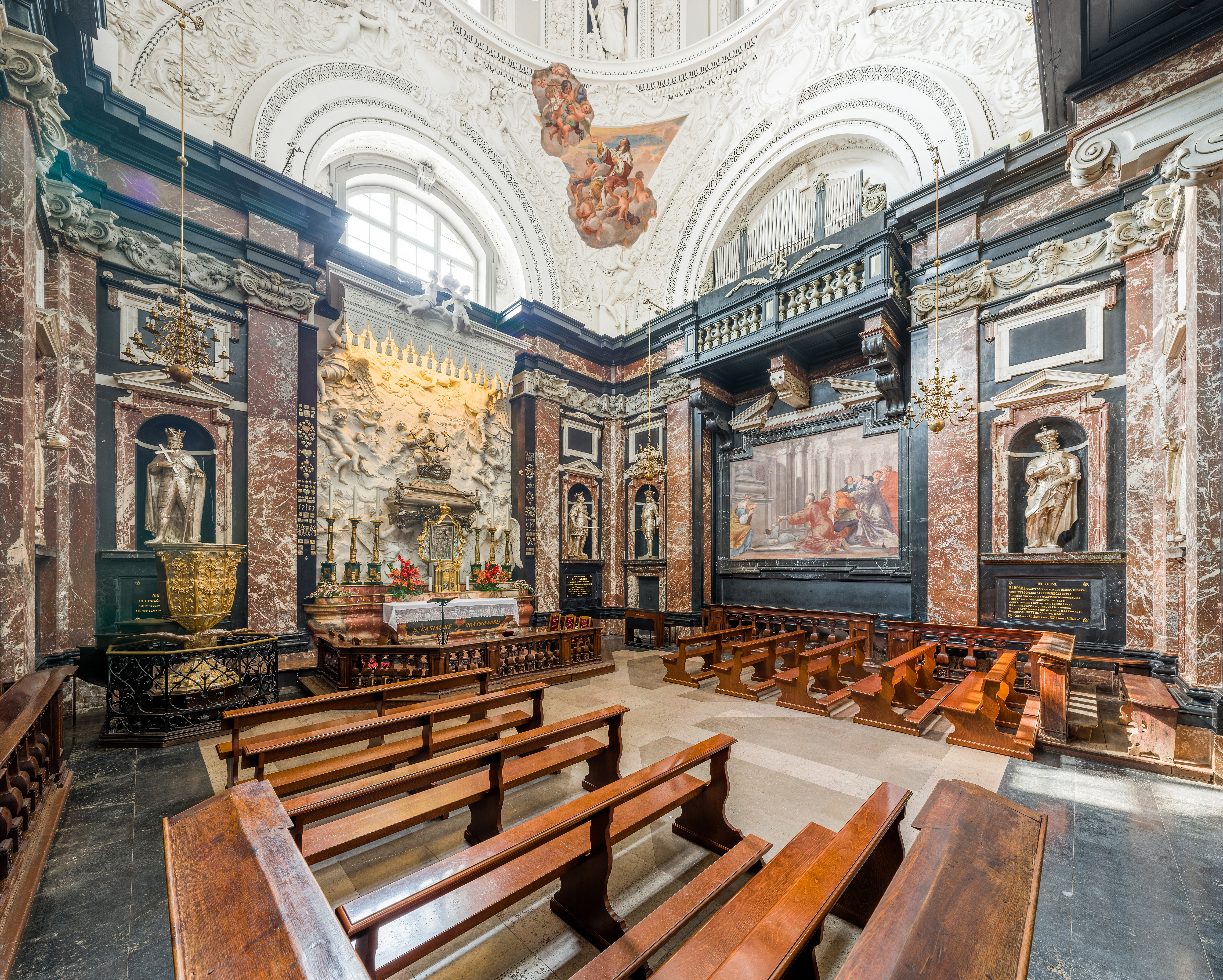
Капелла Казимира

После пожара 1610 года восстановление собора под руководством архитектора Вильгельма Поля (Pohl) продолжалось до 1623 года. В юго-восточном углу храма в 1623—1636 годах рачением Сигизмунда III Вазы (после его смерти — Владислава IV Вазы) была пристроена капелла Святого Казимира, канонизированного в 1603 году.

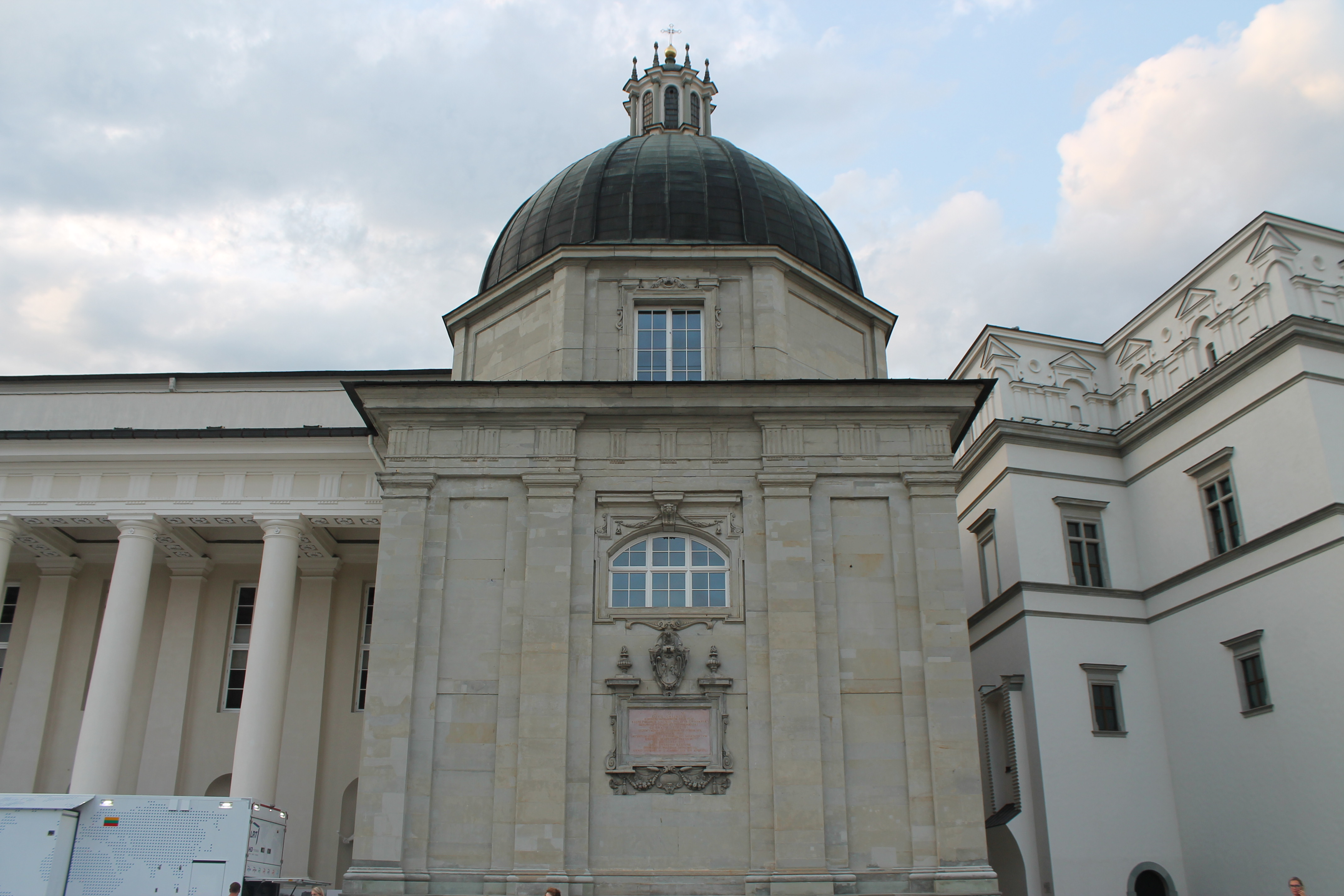
Капелла Святого Казимира

Капеллу декорировал итальянский архитектор и скульптор Константино Тенкалла (Constantino Tencalla), автор знаменитой колонны Зыгмутовской в Варшаве. Предполагается, что Тенкалла также автор мемориальной таблицы в память основания капеллы Святого Казимира, прикреплённой на наружной стене капеллы и датируемой 1636 годом. Таблицу украшает щит с гербом Республики Обеих Народов — польский Орёл и литовская Погоня. Внутреннее убранство капеллы с использованием гранита и мрамора менялось, формы раннего барокко сохранялись. Капеллу Воловичей в северной части собора реконструировал в стиле барокко П. Данкерс де Ри (Dankers).
После русского владычества 1655—1661 гг. восстановление и перестройку проводил до 1666 года архитектор Ян Винцент Сальведер (Salveder). Новый ремонт потребовался после шведского нашествия 1701-02 гг. В 1769 году южная из двух башен, выстроенных Сальведером по углам фасада, рухнула, разрушив перекрытия соседней капеллы. Шесть находившихся в ней ксендзов погибло.
В 1782 году началась перестройка собора по проекту архитектора, профессора Виленского университета Лаврентия Гуцевича (1753—1798). По его проекту сохранялись ценные элементы архитектуры собора, здание обрело формы классицизма. Для симметрии с капеллой Святого Казимира в северо-восточном углу пристроена новая ризница с куполом. Радикально изменён главный западный фасад: возведены по углам две новые капеллы и портик с шестью колоннами дорического ордера. Старые и новые капеллы объединены новыми наружными стенами и общей кровлей. Колонны вдоль боковых фасадов связывают здание в целое. В сохранённой внутренней структуре заново декорированы своды нефов.

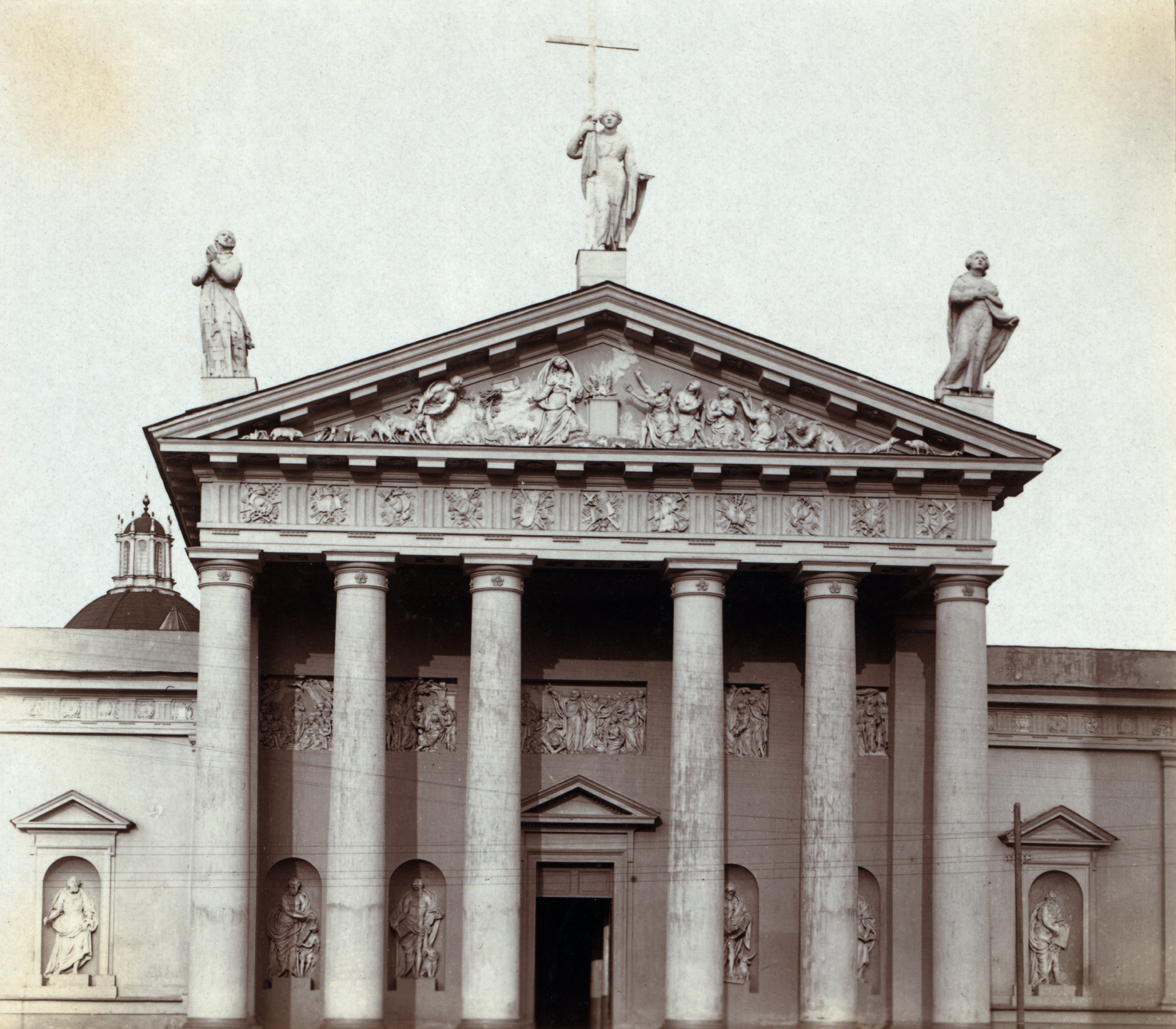
Фото Прокудина-Горского, 1912

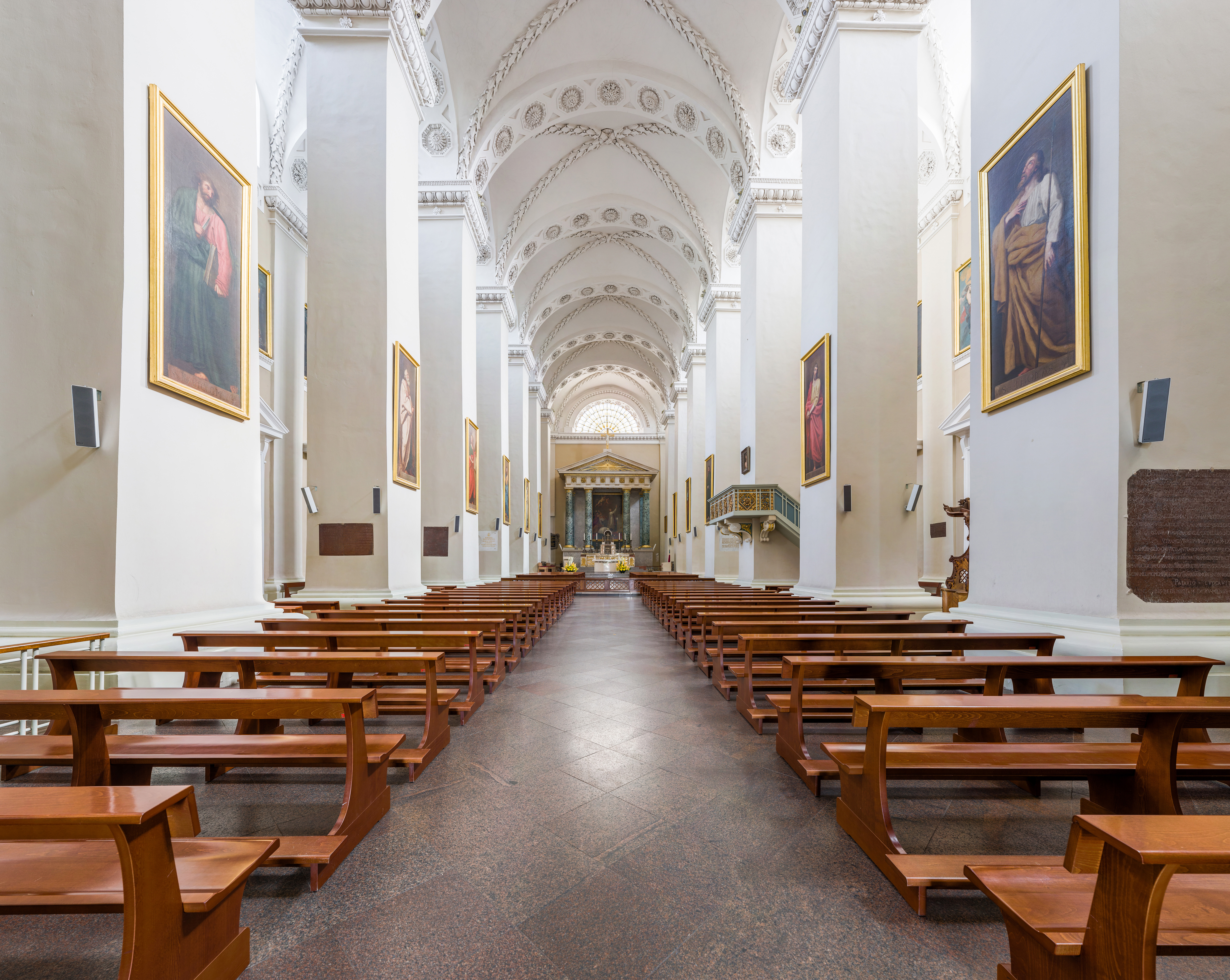
Интерьер собора

После смерти Гуцевича (1798) работы продолжил профессор Виленского университета Михал Шульц (Michał Szulc, Mykolas Šulcas), завершив их в 1801 году. Здание приобрело вид, сохранившийся до наших дней.
С той поры над фасадом возвышались три статуи: посередине Святая Елена с позолоченным крестом, слева Святой Станислав, справа Святой Казимир. По рисункам Франциска Смуглевича и указанным Л. Стуокой-Гуцявичюсом размерам их создал скульптор Кароль Ельский (около 1780—1824 годов).
В нишах фасада установлены выполненные итальянским скульптором Томмазо Риги (Tommaso Righi) фигуры четырёх евангелистов, над ними и над главным входом четыре барельефа со сценами деяний апостолов: нисшествие Святого Духа, излечение хромого, проповедь святого Петра, излечение святым Павлом больного, смерть Анании и Сапфиры. Тимпан фронтона украшает большая композиция, изображающая жертвоприношение Ноя. В нишах по обе стороны портика установлены большие скульптуры Моисея и Авраама. Барельефы и скульптуры созданы в 1785—1791 годах.
В нишах боковых портиков помещены гипсовые скульптуры работы Казимира Ельского (Kazimierz Jelski): с южной стороны — семи королей династии Ягеллонов, с северной — пяти святых ордена иезуитов. Статуи святых иезуитов были перенесены сюда в 1832 году из иезуитского костёла Святого Казимира, закрытого после восстания 1830—1831 годов и затем преобразованного в православный кафедральный собор Святого Николая.
Незначительные дополнения делались архитектором Каролем Подчашинским в 1837—1838 годах.
В 1857—1859 годах в соборе был смонтирован орган, перенесённый из Августинианского монастыря. В 1889 году в соборе известным мастером Юзефом Родовичем (Józef Rodowicz, Juozapas Radavičius) был построен новый орган.
Ремонтно-восстановительные работы, сопровождаемые исследованиями, проводились в 1931—1939 годах и после наводнения 1931 года. Они коснулись прежде всего фундаментов и подземелий.
В кафедральном соборе торжественно короновались великие князья литовские от Витовта до десятилетнего Сигизмунда Августа. В 1919 году здесь состоялось торжественное богослужение — инаугурация Университета Стефана Батория. В 1927 году прошла торжественная коронация чудотворного образа Божией Матери Остробрамской (в которой принимали участие Юзеф Пилсудский и президент Польской Республики Игнаций Мосцицкий.

## Картинная галерея

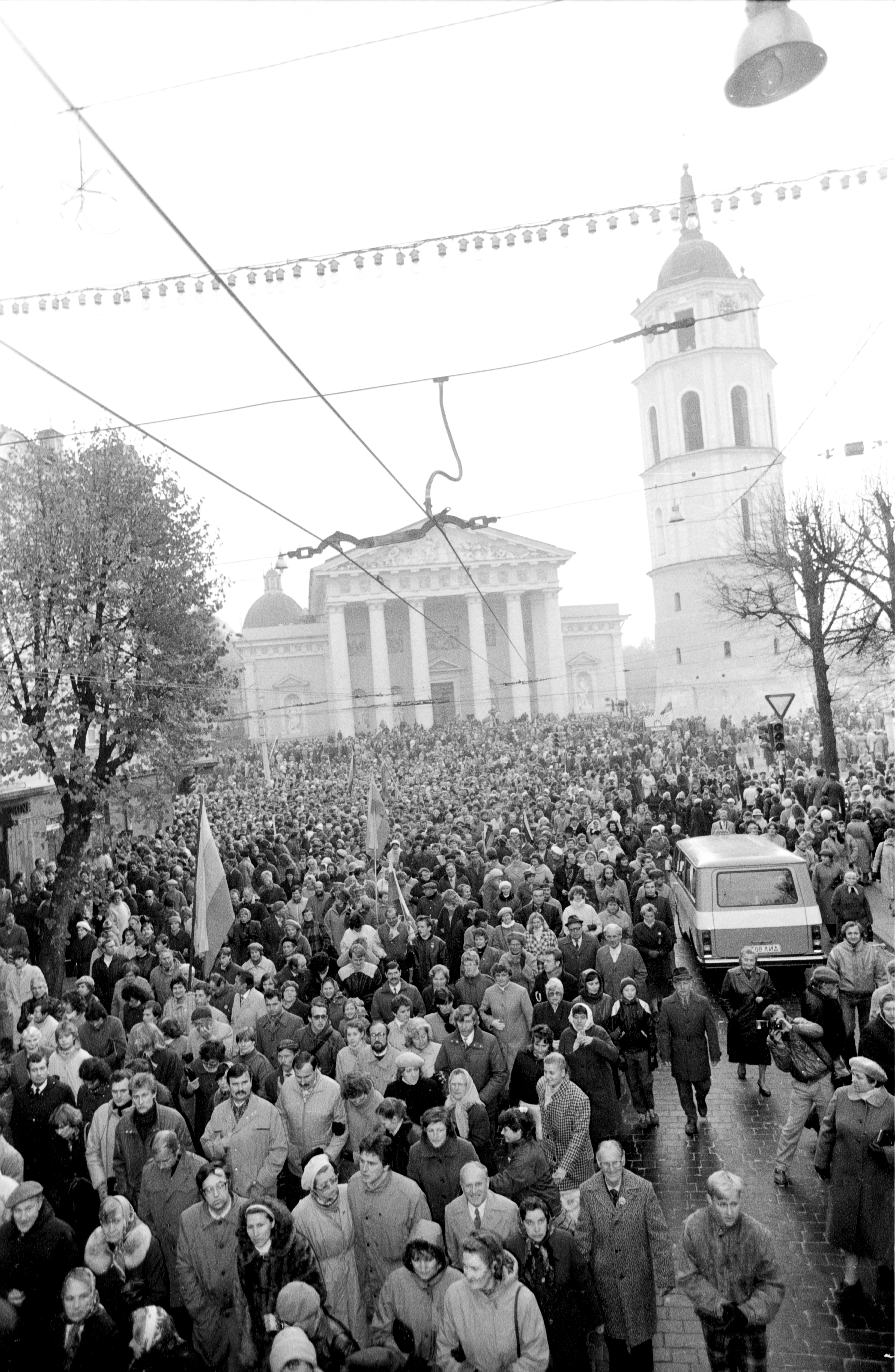
Празднование возвращения храма Католической церкви

Во время Второй мировой войны и в 1944—1946 годах в соборе проводились богослужения. Позднее советские власти устроили в нём склад. В 1950 году с крыши собора были сброшены и уничтожены статуи святых. С 1956 года в соборе действовала Картинная галерея Художественного музея. В галерее по воскресеньям проходили концерты органной музыки. Первый концерт состоялся 19 мая 1963 года в часовне Св. Казимира, где стараниями органиста Леопольдаса Дигриса и директора галереи Витаутаса Печюры был установлен небольшой орган-позитив известной немецкой фирмы «Александер Шуке». Затем концерты были перенесены в большой зал. С 1966 года традицией стало провожать уходящий год исполнением 31 декабря «Прощальной симфонии» Гайдна. После ремонта органа в большом зале (самый большой в то время орган в Литве), проведённого специалистами фирмы «Александер Шуке», осенью 1969 года состоялись концерты открытия органа: 15 ноября — профессора Вольфганга Шетелиха, 16 ноября — Леопольдаса Дигриса. Среди выступавших в Картинной галерее — органисты Литвы (Бернардас Василяускас, Конрадас Кавяцкас, Гядиминас Квиклис, Гедре Лукшайте и другие), России (Исайя Браудо, Наталия Гуреева, Сергей Дижур и другие), Франции (Жан Гийю и других стран).

## Возвращение верующим
В 1985 году власти позволили еженедельные богослужения в соборе, остававшемся Картинной галереей. 5 февраля 1989 года состоялось освящение возвращённого церкви храма. 4 марта 1989 в собор были торжественно перенесены хранившиеся в костёле Святого Петра и Павла мощи святого Казимира. В октябре 1989 года храм был торжественно открыт для католиков.
В 1993 году были восстановлены скульптуры на фасаде собора (скульптор Станисловас Кузма). С 1993 года в торжествах инаугурации президента Литовской Республики после принесения присяги в Сейме и военного парада, следует торжественное богослужение с участием вступающего в должность президента и его свиты, а также освящение Флага президента.
4 сентября 1993 года папа римский Иоанн Павел II молитвой в кафедральном соборе начал апостольский визит в Литву (4 сентября—8 сентября 1993).

## Колокольня

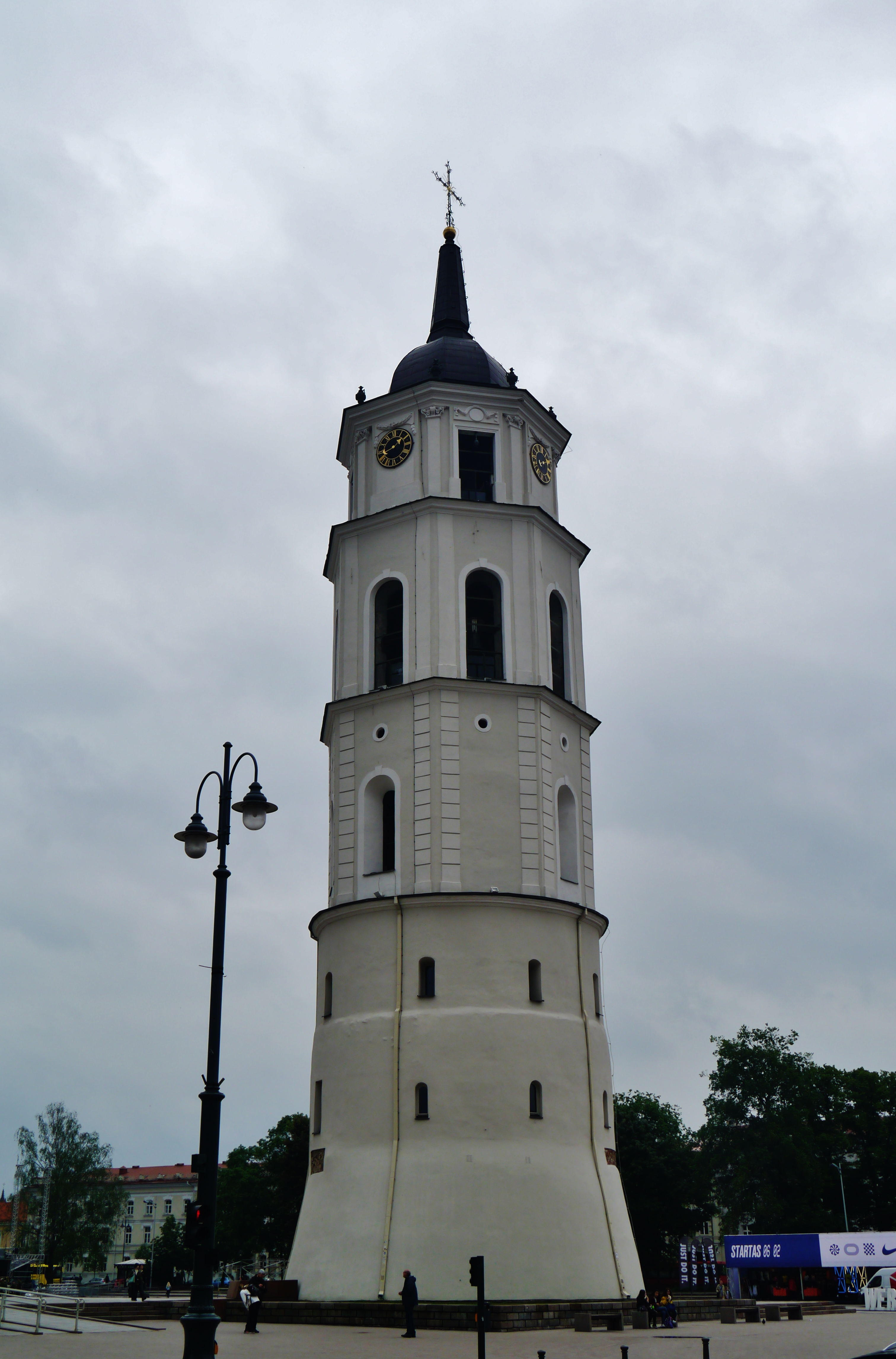
Колокольня

Отдельно стоящая четырёхъярусная колокольня XVI—XVIII веков высотой 57 м (с крестом высотой в 2,8 м; без креста — 52 м) возведена на башне Нижнего замка. Толщина самых толстых стен первого этажа составляет от 2,8 м до почти 4 м. В начале XV века, по другим сведениям в начале XVI века на территории замка, на которой был выстроен кафедральный собор, одна из западных башен оборонительной стены была превращена в колокольню и таким образом была присоединена к храму. Её подземная четырёхугольная часть является одним из древнейших образцов балтийской кладки в Литве. Она датируется XIII веком и возведена на дне прежнего русла реки Вильни. Остатки этой части уходят на 1,2 м ниже нынешнего уровня поверхности.
Нижняя округлая часть относится к готике, представляя собой реликт оборонительной башни Нижнего замка. В северной стене третьего этажа на высоте 7,1 м сохранился проём выхода на оборонительный мостик стены. Прежний вход в башню располагался на втором этаже со стороны замка. На трёх верхних этажах округлой части были бойницы, выходящие на внешнюю сторону замка.
В исторических источниках колокольня впервые упомянута в 1522 году, когда башне потребовался ремонт. При реконструкции были сужены окна и уничтожены бойницы, стены покрыты штукатуркой. В первой четверти XVI века итальянский архитектор Аннус (Annus) на оборонительной круглой башне выстроил два восьмиугольных яруса для колоколов. Верхний четвёртый ярус восьмистенной части колокольни был возведён в 1598 году и позднее приспособлен для часов. У двух средних ярусов есть черты барокко, четвёртый ярус в стиле классицизма. Внешние стены первых трёх ярусов выложены из булыжника. Каждые 3—4 ряда каменной кладки чередуются узкой полосой кирпичной кладки в 1—2 кирпича. Верхний четвёртый ярус выстроен из кирпичей в готической кладке.
В XVII—XIX века колокольня из-за повреждений в войнах и пожарах неоднократно перестраивалась. Восстановлением пострадавшей при пожаре в 1610 году колокольни руководил архитектор Вильгельм Поль. Во второй половине XVII веке на башне было повешено несколько колоколов, отлитых Яном Деламарсом, и установлены часы. В середине XVIII века мастер Густав Мёрк повесил на колокольне больше колоколов. Крыша колокольни была сформирована в 1893 году, но позже её форма менялась. Она покрыта жестью, венчающий её шпиль (8 м) — листовой медью. Верхушка шпиля оканчивается железным крестом (5 м) работы местных мастеров, в 1893 году закреплённым на позолоченном барабане.
Башенные часы изготовлены в конце XVII века и установлены на башне в 1672 году. Предполагается, что часовой механизм был изготовлен в Германии; имя мастера неизвестно. Механизм реконструировался в 1803 году. Эта дата вырезана в кованой раме часов. Занимался реконструкцией часового механизма староста виленского цеха часовщиков Юзеф Бергман. В конце XIX века рухнула башня с часами вильнюсской Ратуши и часы колокольни собора стали главными часами в городе.
Циферблаты из медного листа установлены на всех четырёх сторонах самого верхнего яруса. Циферблаты диаметром 2 м снабжены только часовой стрелкой. Обод циферблатов, римские цифры и стрелки покрыты позолотой. Тупой конец единственной стрелки украшен полумесяцем, остриё показывает часы.
Колокол, отбивающий часы, отлит в 1673 году литейных дел мастером Яном Деламарсом. Его высота — 58 см, диаметр — 107 см. Колокол опоясан латинской надписью, украшен рельефными фигурами Пресвятой Девы Марии, покровителей собора святого Казимира и святого Станислава. Меньший колокол, отбивающий четверти, отлит в 1758 году.. Фундаторами колокола были епископ виленский Николай Стефан Пац и Анджей Казимир Оссовский. Четверти часов отсчитывает колокол меньшего размера, отлитый в 1754 году литейщиком Густавом Мёрком. Молоточки бьют по нему каждые 15 минут: один удар — первая четверть часа, два удара отбивают полчаса, три удара — 45 минут. Новый час отмечают четыре удара колокола меньшего размера; после короткой паузы молоток большого колокола наносит удары по числу часов.
Колокольня ремонтировалась в 1965 году. В 1967 году на колокольне были установлены 17 колоколов разной величины, на которых вызванивали мелодии во время празднеств и полуденный сигнал литовского радио.
В колокольне размещался диспетчерский пункт Вильнюсского бюро путешествий и экскурсий.